# سالديس
بلدية سالديس (بالكاتالانية: Saldes) هي إحدى بلديات مقاطعة برشلونة، والتي تقع في منطقة كاتالونيا، شرق إسبانيا.
يبلغ عدد سكانها 336 نسمة وفقاً لإحصائية سنة (2007).